# Скеджа-э-Пашелупо
Ске́джа-э-Пашелу́по (итал. Scheggia e Pascelupo) — коммуна в Италии, располагается в регионе Умбрия, в провинции Перуджа.
Население составляет 1507 человек (2008 г.), плотность населения составляет 24 чел./км². Занимает площадь 64 км². Почтовый индекс — 6027. Телефонный код — 075.
Покровителем коммуны почитается святой Патерниан, празднование 12 июля.

## Демография
Динамика населения:

## Администрация коммуны
- Официальный сайт: http://www.comunescheggiaepascelupo.it